# OnLive
OnLive — система цифровой дистрибуции компьютерных игр и сервис облачных игр, использовавший концепцию облачных вычислений (англ. Cloud computing). Система OnLive была анонсирована на международном мероприятии Game Developers Conference 2009 и была запущена в США 17 июня 2010 года. Разработкой и поддержкой сервиса занималась одноимённая компания OnLive совместно с дочерним предприятием «Mova». Сама же компания OnLive является дочерним предприятием венчурной компании Rearden. Сервис OnLive являлся игровым эквивалентом облачных вычислений: игра располагалась и обрабатывалась на стороне удалённого сервера, а пользователям поставлялись лишь результирующие данные (видео и звук) через интернет-соединение.
При использовании сервиса OnLive, такие неотъемлемые явления индустрии компьютерных игр, как несанкционированное копирование (пиратство) игр и читерство в сетевых играх, становились невозможными. На момент завершения работы в сервисе находилось более 1000 игр. 2 апреля 2015 года компания Sony выкупила патенты компании OnLive и 30 апреля 2015 года сервис завершил свою работу.

## Описание и принципы работы

### Описание общих принципов
При использовании сервиса OnLive, в соответствии с моделью облачных вычислений, все вычисления, необходимые для компьютерной игры (графический, физический, звуковой, ИИ 
-движки и др.), производились на удалённом сервере. Также на сервере были размещены все файлы игры, а также профили пользователей и сохранённые игры. Для игры пользователю необходимо было иметь средства для ввода (клавиатура, компьютерная мышь и др.) и вывода (дисплей, колонки) информации, простейшую компьютерную платформу[прояснить] (например, нетбук) и достаточно широкое (минимум 1.5Мбит/сек) и стабильное интернет-соединение. Далее пользователю необходимо было зайти на сервис OnLive и «запросить» нужную игру, после чего на локальный компьютер пользователя транслировались аудио- и видеоданные. Игра могла работать через веб-браузер или другое клиентское ПО. Таким образом, теоретически любой компьютер, который может проигрывать потоковое видео, был способен работать с системой OnLive.
Процесс обмена данными между пользователем и сервером происходил через веб-браузер. Через Интернет-соединение на сервер отправлялась информация о действиях пользователя (нажатие клавиш, движения мышью и т. д.). Далее сервер в соответствии с этими данными генерировал видео- и аудиопоток. При этом сама игра исполнялась на стороне сервера. Далее с помощью специального видеокодека, который был создан специально для OnLive с учётом требований данного сервиса, данный видеопоток сжимался (проходил видеокомпрессию) в режиме реального времени, причём за сжатие отвечал специальный аппаратный чип собственной разработки OnLive. После сжатия видеопоток отправлялся через Интернет-соединение пользователю. Вместе с видеопотоком синхронизировано передавались и аудио-данные. После поступления видеопоток декодировался (проходил декомпрессию) в реальном времени и отображался в веб-браузере. Центральный процессор на локальном компьютере пользователя должен был быть достаточно мощным, чтобы проводить декомпрессию в реальном времени, однако, согласно заявлению Перлмана, видеокодек был разработан таким образом, чтобы декомпрессия требовала минимум ресурсов. В случае использования микроконсоли её внутренний чип занимается декомпрессией.
Согласно заявлению, сервис OnLive поддерживал любой персональный IBM PC-совместимый компьютер с x86-микропроцессором. Поддерживались следующие операционные системы: Windows XP, Windows Vista, Mac OS X, Android 2.3 и выше. При этом сервис не функционировал на других ОС — вероятно, это искусственное ограничение.
Согласно спецификациям OnLive, для видео SD-качества (SD — англ. Standart Definition; PAL или NTSC стандарт) было необходимо интернет-соединение шириной 1.5 Мбит/сек. Ширина канала в 4-5 Мбит/сек предоставляла видео HD-качества (стандарт 720p: 1280х720 пикселей, 60 кадров/сек, прогрессивная развёртка). Спецификации аудио-потока неизвестны.
Кроме предоставления компьютерных игр, сервис OnLive имел социально-ориентированный функционал. Присутствовала встроенная поддержка режима наблюдения за игрой других пользователей.

### Описание сети серверов
Серверы OnLive были размещены в пяти информационных центрах на территории Соединённых Штатов Америки. На апрель 2009 года серверы располагались в городе Санта-Кларе, Калифорния и в городе Вирджиния. Ещё один сервер был в Техасе. Для работы с OnLive пользователи должны были находиться не дальше чем на 1000 миль от какого-либо центра при использовании DSL-соединения и не далее чем 1500 миль при использовании оптического соединения.
Аппаратные средства сервера состояли из стандартных центральных и графических процессоров, а также из чипа собственной разработки OnLive, который предназначался для аппаратного кодирования поставляемого пользователям видеопотока в реальном времени с помощью патентованного видеокодека разработки OnLive. Информация хранилась на RAID-массивах. В случае использования пользователем устаревшей или нетребовательной в плане производительности игры (например, LEGO Batman) на одной серверной аппаратной единице можно было запустить несколько копий игры благодаря технологии виртуализации. Ресурсоёмкие игры, такие как Crysis Warhead, требовали выделения всех мощностей серверной единицы. Для каждой игры создавались два потока видеоданных. Первый поток (англ. live stream) отправлялся удалённому пользователю и был оптимизирован для геймплея и реальных условий интернет-соединения. Другой поток (англ. media stream) имел Full HD-качество и сохранялся на сервере для показа наблюдателям или для последующего сохранения игроками.

## Системные требования
OnLive была доступна для разных устройств
- IBM PC: Windows XP, Windows Vista, или Windows 7.
- Apple Macintosh: Intel-основанные Маки работающие на OS X 10.5.8 или более поздних версиях.
- Смартфоны: Android смартфоны (HTC Flyer).[13][14][15]
- Планшеты: Android планшеты и Apple iPad.[16][17] OnLive Viewer для iPad был выпущен 8 декабря, 2010 года.[18] Игровое приложение OnLive для Android было выпущено в Android Market 7 декабря, 2011 года.[19]
- Подключенные телевизоры: OnLive анонсировала, что Onlive Game Service будет включен в новые VIZIO VIA Plus телевизоры вместе с телевизорами LG и Google TV.[20]
- Сетевые медиаплееры: Новая линейка VISIO VIA Blu-ray плееров.[21] Стив Перлман так же предположил что чипы сжатия могут быть интегрированы в телевизионные приставки и другие бытовые устройства.[22]
- Другие игровые приставки: 28 июля, 2012 года OUYA анонсировала предустановленное приложение OnLive в своей консоли.[23]

Демо-версия позволяла играть в trial версии игр без загрузки OnLive клиента. Для того чтобы играть в приобретенные игры, использовать PlayPack, или иметь доступ к другим возможностям, таким как BragClips нужно было установить загружаемый клиент и создать учётную запись.
Требованием к сети было скорость соединения не ниже, чем 2 Мбит/сек с низким пингом.

### OnLive Game System
OnLive Game System состоял из беспроводного OnLive Wireless Controller контроллера и «MicroConsole TV Adapter» приставки, которая могла быть подключена к телевизору и к OnLive сервису, что делало возможным использование сервиса без компьютера. Она поставлялась с ка́белями необходимыми для её подключения. Пользователи телевизоров с композитным видео могли приобрести дополнительный кабель.
«MicroConsole» поддерживала до 4 беспроводных контроллеров и 4 Bluetooth наушников. Она имела также один Mini USB вход и два USB порта для игровых контроллеров, клавиатур, мышей и USB-хабов. Для видео и аудио есть компонентное видео, HDMI, TOSLINK выходы и аналоговый стерео мини-джек. Ethernet порт использовался для доступа в сеть, которая требовалась для доступа в OnLive.
Благодаря спецификациям «MicroConsole» её саму и весь сервис OnLive в общем причисляют к игровым приставкам; ожидалось что OnLive будет серьёзным конкурентом для игровых приставок.
Кроме игровой приставки, в продажу тогда поступили и необязательные аксессуары к ней: игровой контроллер (геймпад) и устройство голосовой связи.
Предзаказы на OnLive Game System начали принимать 17 ноября, 2010 года.

## Компания OnLive и её исполнительная команда
Компания OnLive является дочерним предприятием венчурной компании Rearden, которая была основана Стивом Перлманом в 2000 году.
В октябре 2007 года фирма OnLive получила 16,5 млн долларов от компаний Warner Bros. и Maverick Capital.
30 сентября 2009 года стало известно, что компания OnLive завершила основной этап своего финансирования, которое предоставлялось ей компаниями AT&T, Autodesk, Warner Bros., Lauder Partners и Maverick Capital. Перлман сообщил, что данные финансы, количество которых не раскрывается для общественности, были намного бо́льшими, чем в предыдущих этапах и подготовили компанию к запуску сервиса зимой.
Ключевые фигуры компании
- Стив Перлман (англ. Steve Perlman) — основатель, президент и генеральный директор компании OnLive, основатель компаний Rearden и Mova. До основания Rearden и работы над OnLive Перлман работал в компаниях Apple и Microsoft. Он участвовал в разработке QuickTime, MSN TV. На начало лета 2009 года Перлман удерживает более 80 патентов и ещё более 100 патентов ожидают регистрации.[34]
- Майк МакГарви (англ. Mike McGarvey) — главный операционный директор, прежде занимал должность генерального директора Eidos Interactive. Внёс вклад в развитие таких франчайзов, как «Lara Croft Tomb Raider» и «Hitman».[35]
- Том Паквин (англ. Tom Paquin) — исполнительный вице-президент OnLive по инженерной части. Ранее он был ключевым разработчиком компании Netscape Communications и сооснователем Mozilla Foundation.[36]
- Джон Спинэйл (англ. John Spinale) — вице-президент OnLive по играм и медиа. Джон создал и переформировал многочисленные организации разработчиков, работая младшим вице-президентом по разработке продукции в компании Eidos Interactive во время её недавнего переформирования и распродажи. До этого он играл ключевую роль в оживлении Activision как директор и исполнительный продюсер. Джон также основал и запустил «Bitmo».[37]
- Пол Вейнштейн (англ. Paul V. Weinstein) — вице-президент OnLive по коммерческому развитию. Ранее работал на должности исполнительного вице-президента в отделе по коммерческому развитию в компании MySQL AB, которая разработала свободную базу данных MySQL.[38]
- Чарли Яблонски (англ. Charlie Jablonski) — операционный вице-президент. 16 лет своей карьеры он проработал в компании NBC на должности главы отдела разработки и технологий.[39]

## История

### Развитие OnLive до официального анонса
Компания OnLive основана Стивом Перлманом и начала разработку технологии OnLive в скрытном режиме в 2002 году. По словам основателей компании, технология разрабатывалась на протяжении семи лет в тесном взаимодействии с интернет-провайдерами и производителями коммуникационного оборудования.
Сначала сервис находился в состоянии закрытой бета-версии. Летом 2009 года планировалось предоставить открытую бета-версию OnLive, однако она была перенесена на начало сентября. Коммерческий запуск планировался на зиму 2009 года.

### OnLive на GDC 2009
Система OnLive впервые была показана общественности на международном мероприятии Game Developers Conference 2009, которое проходило в марте 2009 года в Сан-Франциско. Презентация OnLive прошла 24 марта. Сначала Стив Перлман рассказывал общие основы и принципы системы OnLive. Далее коротко продемонстрировал технологию захвата и рендеринга изображения лица в реальном времени «Geni4», которая разрабатывается дочерней компанией «Mova». Потом он демонстрировал микроконсоль и играл на ней в шутер от первого лица Frontlines: Fuel of War. После этого Перлман и его коллега, Майк МакГарви, продемонстрировали сетевые возможности OnLive, играя в мультиплеерный шутер Crysis Wars. При этом Перлман играл на микроконсоли, а МакГарви — на слабом IBM PC-совместимом ноутбуке. Потом была продемонстрирована работа OnLive на ноутбуке Apple Macintosh в игре Major League Baseball 2K9. Кроме этого, демонстрировалась игра LEGO Batman, а также возможности OnLive как социальной сети. В конце выступления Перлман и МакГарви отвечали на вопросы аудитории. Во время презентации Перлман заявил, что демонстрация OnLive работает в соединении с дата-центром, который расположен в Санта-Кларе, на расстоянии в 50 миль от Сан-Франциско.

### OnLive на Е3 2009
20 мая 2009 года Майк МакГарви официально сообщил о том, что OnLive не будет показан на Electronic Entertainment Expo 2009.

### Открытое бета-тестирование
3 сентября 2009 года началось открытое бета-тестирование OnLive. «Бета — очень важный этап OnLive, покрывающий несколько лет работы. Мы с нетерпением ждем вашего мнения об OnLive, — заявил Перлман по этому поводу. — Задачей бета-теста является исследование работы сервиса в различных ситуациях, которые зависят от вашего месторасположения, скорости и типа интернет-соединения и прочих параметров». Для участия необходимо проживать на территории США, быть совершеннолетним (иметь от 18-ти лет), иметь широкополосное интернет-соединение и ПК, который использует Windows XP, Windows Vista, Windows 7 или является Apple Mac на микропроцессоре компании Intel.
13 ноября 2009 года в официальном блоге OnLive появилось сообщение, что на финансовой конференции Wedbush в Нью-Йорке Стив Перлман демонстрировал работу OnLive на двух iPhone’ах, телевизоре и ПК. «Интересно, что все эти четыре устройства имели доступ к сервису OnLive Game Service, благодаря чему они могли запускать одни и те же игры, наблюдать друг за другом (и остальными бета-тестерами), смотреть Brag Clips, проверять свои игровые профили и т. д.», — заявил Стив Перлман в блоге.

### OnLive на GDC 2010
10 марта 2010 года на Game Developers Conference 2010 в Сан-Франциско были объявлены новые сведения об OnLive. Операционный директор OnLive Майк МакГарви сообщил, что с 17 июня 2010 года сервис OnLive начнёт предоставлять коммерческие услуги, то есть состоится полноценный старт OnLive, который ранее был запланирован на зиму 2009 года. Сервис OnLive будет доступен на территории США на платформах Windows и Mac. Было объявлено, что сервис будет доступен и в Европе, но дата европейского запуска будет объявлена позже.
Стоимость ежемесячной подписки на услуги сервиса составит $14,95. В эту цену не входит стоимость самих игр, за них нужно платить отдельно. Причём для игр будет доступен прокат и полная покупка. Цены на покупку или аренду игр, а также скидки будут сообщены на E3 2010. Было объявлено, что первые 25 000 подписчиков сервиса получат первые три месяца пользования им бесплатно.
Среди издателей, которые поддерживают OnLive, на GDC 2010 были заявлены Electronic Arts, Ubisoft, Take-Two Interactive, THQ и Warner Bros. Interactive Entertainment. В списке доступных игр указаны Mass Effect 2, Dragon Age: Origins, Borderlands, Assassin's Creed II, Metro 2033: The Last Refuge и Prince of Persia: The Forgotten Sands. Разрешение игр, как и было заявлено ранее, будет составлять 720р.
Было объявлено, что микроконсоль появится на рынке позже, точные сроки и причины отсрочки не сообщались.
12 марта на GDC компания OnLive анонсировала «OnLive Game Portal» — бесплатный игровой портал, который не содержит некоторые функции платного сервиса OnLive. «OnLive Game Portal предназначен для игроков, которые ищут быстрый способ опробовать игры OnLive и при этом они не хотят покупать ежемесячную подписку OnLive Game Service, — объяснил представитель компании OnLive. — Через OnLive Game Portal вы сможете бесплатно опробовать различные демо-версии, взять игру напрокат (цена для каждой игры будет определяться отдельно). За пользование OnLive Game Portal платить не надо».

### OnLive PlayPack
14 января 2010 года в OnLive появился сервис Onlive PlayPack, который позволяет играть во все, включенные в сервис, игры за абонентскую плату. Сервис доступен бесплатно всем зарегистрированным пользователям до 31 января 2011 года, после чего будет введена абонентская плата 9.99 долларов США в месяц.

### Закрытие OnLive
30 апреля 2015 года OnLive выкупила компания Sony, и соответственно OnLive закрывается. До 30 апреля все пользователи, использовавшие OnLive ранее, могли пользоваться услугами компании совершенно бесплатно, за подписку плата не взималась.

## Критика
Вскоре после релиза технологии OnLive появилось много критики в её адрес. Например, Мэтт Пэкхем (англ. Matt Peckham) из журнала «PC World» утверждает, что технологию OnLive могут сопровождать технические трудности. Высококачественные игры в высоком разрешении требуют очень широкого канала передачи данных; более того, OnLive нуждается в «детерминированной широкополосной передаче», то есть требуется гарантированное, стабильное, неразрывное соединение с постоянной и стабильной скоростью. Однако поставщики интернет-услуг не предоставляют гарантий производительности и стабильности. Также Мэтт Пэкхем упомянул неспособность разработки пользовательских модификаций и уровней для игр, так как все данные будут храниться на удалённых серверах. Так как все игровые данные находятся на удалённом сервере, то они, по сути, не принадлежат владельцу. Если на серверах OnLive неожиданно произойдёт сбой, то все игры и пользовательские данные будут утеряны.
Ричард Лидбеттер (англ. Richard Leadbetter) из Eurogamer также выразил глубокое беспокойство по поводу реализации и функционирования OnLive. Он также заявил, что для того, чтобы OnLive предоставлял обещанную производительность, ему необходимо на каждого подключившегося к системе игрока выделять очень высокопроизводительные аппаратные серверные ресурсы. Лидбеттер также взял интервью у ведущего специалиста по сжатию видео и рассказал ему о заявлении OnLive, в котором сказано об обеспечении задержки в 1 мсек при обработке видеопотока стандарта 720p60 (1280х720 пикселей, прогрессивная развёртка, 60 кадров в секунду). В своей статье Лидбеттер пишет «Его ответ на заявление OnLive включал такие перлы как „Чушь собачья“ и „Ха-ха-ха“ наряду с более взвешенными „у меня есть чувство, что кто-то много чего не договаривает“». Лидбеттер выражает беспокойство по поводу того, что время ожидания (латентность) при подключении к серверу OnLive через Интернет будет слишком большим для нормальной игры. 1 апреля 2009 года в интервью телеканалу BBC Стив Перлман отверг эти обвинения и заявил, что OnLive разработала собственную технологию компрессии видео, которая делает сервис OnLive возможным. Он также выразился о статье Ричарда Лидбеттера в EuroGamer как об «очень неосведомленной статье, в которой смешиваются такие разные характеристики, как частота кадров и латентность».
Позже, в июле 2010 года Лидбеттер протестировал OnLive в блоге Digital Foundry. Он отметил такие приятные вещи в сервисе, как «brag clips» (с англ. — «клипы хвастовства»), которые позволяют записывать ход игры и потом показывать её друзьям; Арену в виде изображения картинка в картинке, каждое из которых показывает текущую игру какого-то человека в сервисе, к которой можно присоединиться как зритель и, возможно, оценить его игру или добавить человека в друзья. Лидбеттер отметил, что Арена и «brag clips» встроены в магазин, что позволяет покупателям оценить игру перед покупкой. Похвальным он отметил и то, что трейлеры в магазине более откровенны, нежели профессиональное промовидео. Также он отметил простоту навигации в сервисе и превосходство процесса загрузки/инсталляции игры над теми же процессами на PC и XBox 360.
OnLive сравнивают с игровой системой «Фантом» (en:The Phantom (game system)), которая также обещала предоставить онлайновую поставку игрового контента, но впоследствии была отменена и поэтому считается схемой «Насос и мусор» (en:Pump and dump).
Джеват Ерли, основатель и генеральный директор компании Crytek, выразился по поводу сервиса OnLive и вообще о перспективах подобных облачных сервисов следующим образом: «OnLive интересен. Ещё неизвестно, сколько он будет стоить своим создателям и сколько прибыли он принесёт. Тем не менее, вы все ещё будете нуждаться в компьютере, пусть даже на стороне сервера, и вопрос в том, насколько масштабируемой будет серверная система. Я не смотрю на это критически. Я просто говорю, что давайте подождём и посмотрим. […] Одним из наших собственных исследований был рендеринг, основанный на передаче видео. Мы начали разрабатывать эту тему в 2005 году и остановили разработку в 2007 по некоторым причинам, и поэтому я взволнованно слежу за OnLive. […] Мы считаем, что к 2013—2015 году скорость Интернет соединений станет настолько высокой, а цена — настолько низкой, что именно тогда системы OnLive, Gaikai и другие, им подобные, станут достаточно жизнеспособными». Ерли также разъяснил, что Crytek не принимает участие в сервисе OnLive, несмотря на то, что игра Crysis Wars демонстрировалась на GDC во время презентации OnLive.
Штраус Зельник, глава Take-Two, на конференции UBS Global Media and Communications Conference, которая проходила в начале декабря 2009 года в Нью-Йорке, заявил, что уверен в том, что Take-Two сможет в будущем продавать игры через розничную продажу, как и раньше. Он согласился с тем, что «облачный» сервис «значительно изменит экономику (игрового) бизнеса», но подчеркнул, что для бизнес-модели Take-Two он не подходит. «Основа нашего бизнеса — коробочные товары», — добавил Зельник.

### Критика от Sony
В самом начале апреля 2009 года представитель Sony Патрик Сейболд (англ. Patrick Seybold) признался в том, что он беспокоится о «конечной стоимости OnLive для потребителя». Сейболд также выразил беспокойство по поводу необходимости в высокоскоростном и, соответственно, дорогом интернет-соединении.
В начале 2010 года журналисты MCV задали вопрос главе PlayStation UK Рэю Магуайру (англ. Ray Maguire) о том, ознаменует ли запуск первых игровых облачных сервисов начало заката эры консолей. Он ответил, что подобные облачные сервисы не угрожают PlayStation 3: «…когда речь зайдет о доставке развлекательного контента в реальном времени с соответствующим качеством, которое будут ждать пользователи, только игровые консоли смогут предложить это».

## Конкуренты
Первой компанией, которая намеревается предоставлять услуги, подобные OnLive, является калифорнийская компания OTOY. Их анонс был сделан летом 2008 года.
Сразу после анонса OnLive был анонсирован его второй конкурент — Gaikai. В работе над данной системой участвует известный дизайнер Дэвид Перри (англ. David Perry), создавший такие игры, как Earthworm Jim, MDK, Messiah и Enter the Matrix.
Если сервис OnLive и игровая приставка «MicroConsole» будут выпущены и станут популярными, это может негативно отразиться на главных производителях игровых приставок седьмого поколения: Sony, Nintendo и Microsoft. Стив Перлман заявил, что приставка «MicroConsole» вследствие своей простоты будет самой дешёвой из самых дешевых приставок.
31 марта 2009 года стало известно, что корпорация Sony ещё 24 марта 2009 года, то есть на следующий день после анонса OnLive на GDC 09, зарегистрировала в United States Patent and Trademark Office торговую марку «PS CLOUD», причем область патента распространяется на программное обеспечение по управлению дата-центрами для облачных вычислений (англ. cloud computing data center management software). В этот же день, 31 марта, англоязычный сайт TechRadar.com сделал предположение о том, что наследник PlayStation 3 — консоль PlayStation 4 будет ориентирована на облачные вычисления. Сайт связался с представителем Sony Computer Entertainment Europe, однако тот отказался комментировать данную новость.
Ещё одним конкурентом является сервис Playcast от израильской компании Playcast Media System, который был анонсирован 21 июля 2009 года и в этот же день начался его пилотный запуск. В отличие от своих аналогов, данные в «Playcast» передаются не через Интернет, а через сети кабельного телевидения.